# Fábio Novo
Fábio Nuñez Novo, mais conhecido como Fábio Novo, (Bom Jesus, 20 de julho de 1974) é um jornalista e político brasileiro, filiado ao Partido dos Trabalhadores (PT). É deputado estadual pelo Piauí.

## Dados biográficos

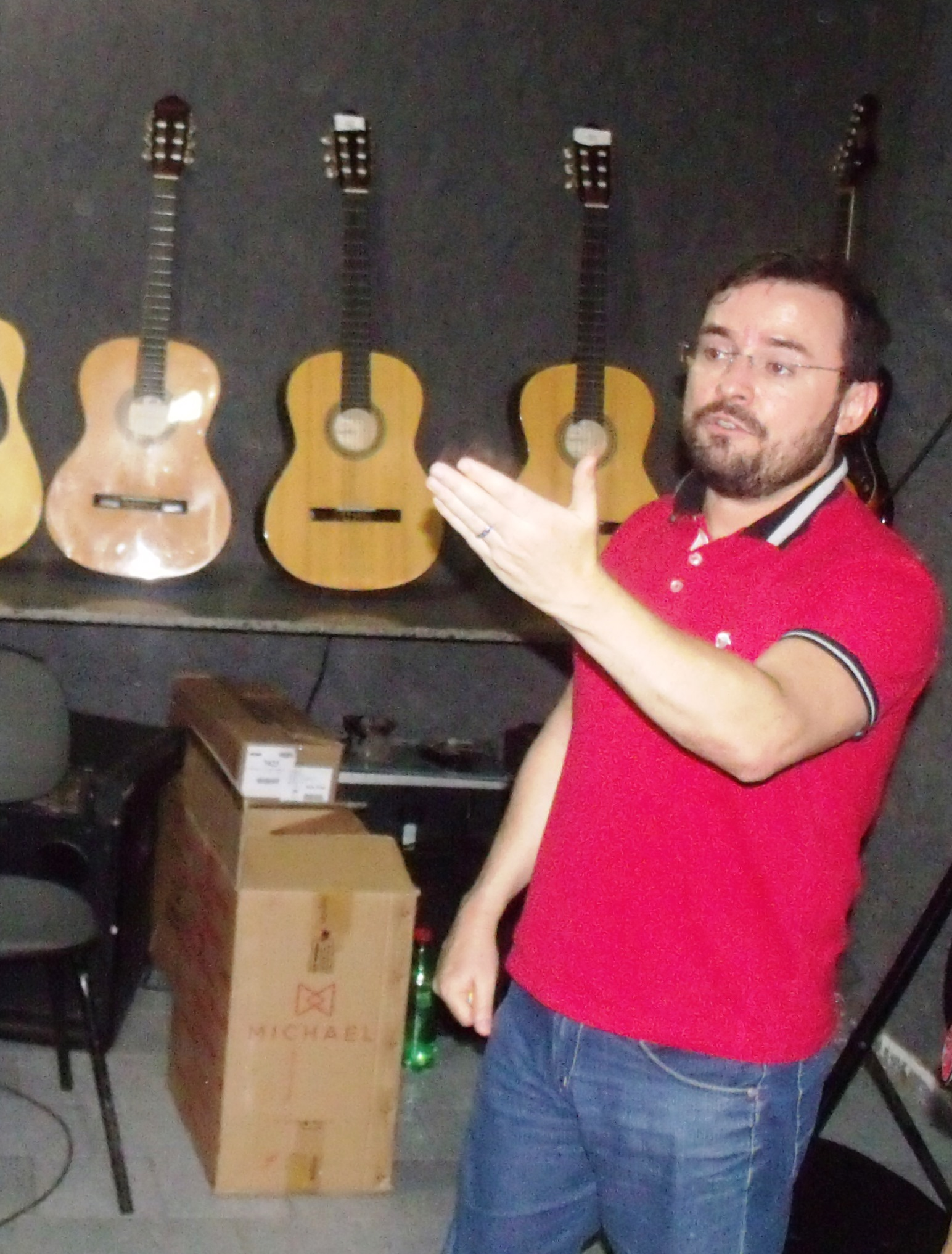
Fábio Novo em 2017, quando era secretário da Cultura do Piauí.

Filho de Ramon Núñez Losada e Eduvigis Novo Vasquez Núñez. Iniciou sua vida profissional em 1985 como radialista na Rádio Gurguéia em Bom Jesus onde permaneceu durante cinco anos. Anos depois trabalhou no Diário do Povo e no Delta do Parnaíba, sediados em Teresina e Parnaíba, respectivamente. Em sua cidade natal fundou e dirigiu a Rádio FM Cidade Comunitária, trabalhou no jornal O Sul, presidiu o jornal O Cerrado e foi eleito vereador pelo PSDB em 1996. Derrotado na eleição para prefeito de Bom Jesus em 2000, nesse mesmo ano tornou-se secretário-geral da Associação de Radiodifusão Comunitária do Estado do Piauí (ARCEPI). É formado em Pedagogia pela Universidade Federal do Piauí e em Jornalismo pela Faculdade Santo Agostinho.
Assessor técnico da Secretaria de Interior e Assuntos Municipais no segundo governo Mão Santa, trabalhou em O Dia antes de coordenar a Assessoria da Administração Indireta da Secretaria de Comunicação Social no primeiro governo Wellington Dias. Filiado ao PT, elegeu-se vice-prefeito de Bom Jesus na chapa de Alcindo Piauilino Benvindo Rosal em 2004, a quem serviu como secretário municipal de Educação e Cultura. Suplente de deputado estadual em 2006, assumiu o mandato no final de 2007 por injunção do governador reeleito, Wellington Dias.
Reeleito deputado estadual em 2010, 2014 e 2018, alterna o exercício do mandato parlamentar (mediante licença) com o cargo de secretário de Cultura no terceiro e no quarto governo Wellington Dias desde a recriação da referida pasta em 2015. Candidato a prefeito de Teresina em 2020, foi derrotado logo em primeiro turno. A seguir, foi reeleito deputado estadual em 2022, colhendo nova derrota na eleição para prefeito de Teresina em 2024..
Seu irmão, Benigno Nuñez Novo, foi eleito vice-prefeito de Bom Jesus pelo PSB em 2012.